# Malcolm Holcombe
Malcolm Holcombe (Weaverville, 2 settembre 1955 – Asheville, 9 marzo 2024) è stato un cantautore e compositore statunitense.

## Biografia
Malcolm trascorse la sua infanzia a Weaverville, piccolo paese nella Carolina del Nord. Ebbe il suo primo approccio diretto con la musica quando la madre gli regalò una chitarra e un libro per accordi comprati al supermercato. Dopo il decesso di entrambi i genitori lasciò il suo paese alla volta di Nashville, Tennessee, dove lavorò in una caffetteria. All'età di 39 anni, pubblicò nel 1994 il primo album, A far cry from here. 
Nel 1996 stipulò un contratto con la Geffen Records ed iniziò a lavorare al secondo album. La situazione però precipitò presto, con l'artista che scivolò nell'alcolismo. Egli ne uscì solo a seguito del ritorno nella Carolina del Nord, dove iniziò ad autoprodursi alcuni album. La vera svolta si ebbe nel 2007, con la pubblicazione di Gamblin' House che gli valse l'attenzione di importanti riviste specializzate e non, tra cui Rolling Stone, che lo portarono alla luce del grande pubblico. Il Wall Street Journal definì la sua musica country-folk (genere conosciuto anche col nome di "americana") "agrodolce, con un uomo furioso al centro che ci ricorda che nessun interprete riesce a trasmettere furia cruda e profondo affetto allo stesso tempo come Holcombe": fu infatti spesso accostato ad artisti come Bob Dylan, Tom Waits e John Hiatt per la naturale predisposizione a fondere con genuinità ed eleganza folk, blues e country.
Malcolm Holcombe morì ad Asheville il 9 marzo 2024, all'età di 68 anni, dopo una lunga malattia.

## Discografia

### Album in studio
- 1994 - A Far Cry From Here
- 1999 - A Hundred Lies
- 2003 - Another Wisdom
- 2005 - I Never Heard You Knockin'
- 2006 - Not Forgotten
- 2007 - Gamblin' House
- 2009 - For the Mission Baby
- 2011 - To Drink the Rain
- 2012 - Down the River
- 2014 - Pitiful Blues
- 2016: Another Black Hole (Proper)
- 2017: Pretty Little Troubles (Gypsy Eyes)
- 2018: Come Hell or High Water (Singular Recordings)
- 2018: Animated Sanctuary b/w Justice In The Cradle (single) (Need To Know)
- 2019: Lumberjack (Hardcore Dollar) b/w The Old North Side (single) (Need To Know)
- 2020:  Tricks of the Trade  (Singular Recordings) (issued on vinyl, Spring 2021)
- 2022:  Bits & Pieces (issued on CD and vinyl, April 21 2023)

### EP
- 1985 - Trademark
- 2007 - Wager